# 귀스타브 플로베르
귀스타브 플로베르(프랑스어: Gustave Flaubert)는 1821년 12월 12일 프랑스 왕국 루앙에서 태어나서 1880년 5월 8일에 프랑스 크루아세에서 사망한 프랑스의 작가이다.
19세기 후반의 프랑스 대표 소설가로서 귀스타브 플로베르는 심리적인 분석, 리얼리즘에 대한 고찰, 개인과 사회의 행동에 대한 명석한 주시를 통하여, 그리고 《보바리 부인》(1857), 《살람보》 (Salammbô)(1862), 《감정 교육》(1869)과 단편 모음 《세 가지 이야기》(Trois contes)(1877) 같은 주요 소설에서 보인 문체의 힘을 통하여 보편 문학을 표방한다.

## 생애
플로베르는 1821년, 의사의 아들로 루앙에서 출생하였다. 10세쯤 되어서부터 소설 및 희곡 등을 쓰기 시작했으며, 파리 대학에 다니던 중 간질과 비슷한 증상의 발작을 한 후로 문학에 힘을 쏟았다. 1856년 처음으로 발표한 소설 《보바리 부인》은 프랑스 사실주의 문학의 대표작이라 할 수 있으며, 프랑스 최고의 작가라는 칭찬을 받게 하였다. 그 밖에 주요 작품으로 《살람보》, 《감정교육》, 《성 앙투안의 유혹》,《세 가지 이야기》등이 있다. 그의 문학은 자유로운 공간과 자연의 감정을 중시하는 낭만주의의 기분을 다분히 지니면서, 사물을 있는 그대로 그리는 사실주의 문학을 세워, 자연주의 문학의 길을 열었다. 의사인 아버지에게서 과학 정신을 이어받아, 사물의 올바른 모습을 묘사하려 하였다. 돌 한 개를 묘사하는 데도 그것에 가장 알맞은 단 하나의 낱말을 찾았다는 이야기는 유명하다.

### 유년기
조상들은 개신교였던 소부르주아지 가톨릭 가정에서 태어난 귀스타브 플로베르는 아버지 아실 클레오파 플로베르 (1784-1846)과 어머니 안 쥐스틴 카롤린 플뢰리오 (1793-1872)의 둘째로 태어났다. 아버지는 루앙 시립병원에서 일하던 외과 과장이었고 어머니는 퐁레베크의 의사의 딸이었다.
낭만주의에 열광한 소년이었던 플로베르는 왕립 콜레주의 기숙생으로, 1832년부터는 리세 드 루앙의 기숙생으로 열정 없이 보내던 학창시절부터 이미 글쓰기에 빠졌다. 플로베르는 학창시절 에르네스트 슈발리에를 만나게 되어 1834년 그와 함께 《예술과 진보》(Art et Progrès)라는 육필 간행물을 만든다. 이 간행물은 플로베르가 공개적으로 출간한 첫 글이다.
1839년 12월 플로베르는 규율 위반이라는 이유로 퇴학당하고 홀로 1840년에 바칼로레아를 보게 된다. 시험을 잘 보게 되어 플로베르의 부모는 아들에게 피레네 산맥과 코르시카 여행에 필요한 경비를 지원해준다. 사후 출판된 플로베르의 젊은 시절 저작집에 《피레네와 코르시카 여행》이라는 이름으로, 또 《어느 광인의 회고록》의 몇몇 판본에 이 여행 이야기가 기재되었다.

### 성장기
자신에게 유리했던 징병 추첨에서 군대 면제를 받은 플로베르는 열의 없이 1841년부터 파리에서 법학을 배우기 시작했는데, 플로베르의 부모가 그가 변호사가 되길 바랐기 때문이다. 그는 이 당시 문학에 전념하며 기구한 방랑의 삶을 보냈다. 그러한 삶 속에서 플로베르는 조각가 제임스 프라디예, 문학쪽으로는 그의 절친이 되는 작가 막심 뒤 캉과, 시인이자 극작가 빅토르 위고와 같은 예술계 사람들과 만났다.
1844년 1월 첫 심각한 간질 증세가 나타난 이후로 플로베르는 자신이 몹시 혐오한 법학을 때려치웠다. 그는 다시 루앙으로 돌아와 1844년 6월에 루앙 근교에 있는 크루아세의 별장에 칩거하며 평생 동안 글쓰기에 매진한다.

### 첫 소설
1851년 9월 19일 플로베르는 루이 부이예와 막심 뒤 캉의 응원에 힘입어, 노르망디에서 있었던 델핀 들라마르라는 여인의 사건에서 영감을 받은 《보바리 부인》의 집필을 시작한다. 그는 1856년 5월 장장 56개월의 작업 끝에 자신의 심리・리얼리즘 소설을 완성한다. 당시 플로베르는 자신이 무척 반한 마담 드 루안의 살롱같은 제2제정기 파리에서 가장 영향력 있던 살롱들에 이따금씩 드나들었다. 그곳에서 그는 풍부한 서한을 주고받은 조르주 상드와 만나게 된다.
1856년 말, <보바리 부인>은 <라 르뷔 드 파리>에 실리고, 편집자 미셸 레비와의 만남을 가진 뒤 1857년 4월 소설 <보바리 부인>은 서점에 납품되나, 미풍양속을 해친다는 이유로 당대 세간에 큰 반향을 불러올 법정에 서게 된다.

### 만년
1870-71년 사이의 겨울 동안 프로이센군이 프랑스를 점령하여 크루아세 별장을 압류하자, 플로베르는 루앙에 있는 조카딸 카롤린의 집으로 어머니와 함께 피난간다. 플로베르의 어머니는 1872년 4월 6일 사망한다. 이 시절, 그는 인척 관계의 조카의 파산에 관계되어 금전적인 어려움을 겪게 된다. 플로베르는 자기 소유의 농지를 팔았으며, 자신의 건강 역시 허약해진다. 1874년 3월 극작품 『후보Le Candidat』이 실패한지 얼마 안되어 플로베르는 1874년 4월 1일 『성 앙투안의 유혹』 제 3판을 완성하여 출판한다. 플로베르의 문학 작품 집필은 세 단편 모음집인 <세 가지 이야기>로 이어진다.

## 플로베르 작품의 특성
플로베르는 시집 <악의 꽃>을 쓴 당대의 보들레르처럼 19세기 문학의 전환점 역할을 한다. 당대에는 도덕적 이유로 인정받지 못하기도 하고, 그 문학적인 영향력으로 찬사를 받기도 하며 이중의 평가가 공존하던 플로베르는 오늘날 특히 보바리즘이라는 용어를 남길만큼 유명한 소설 《보바리 부인》과 그 뒤에 남긴 소설 《감정 교육》으로 당대의 가장 위대한 소설가 중 한 명으로 자리매김한다. 플로베르는 스탕달의 심리 소설과 에밀 졸라・기 드 모파상의 자연주의 사조 사이에 위치한다.
오노레 드 발자크에게 크게 영향을 받은 플로베르의 작품은 매우 독창적인 형태로 발자크의 주제의식을 계승(<감정 교육>은 <골짜기의 백합>의 다른 판본이라 할 수 있으며 <마담 보바리>는 <30세의 여인>에 영감을 받았다.)하면서 사실주의 소설 계보에 이름이 새겨진다.
또한 하나하나를 공들인 긴 작업으로 탄생한 플로베르의 작품들에서는 그의 유미주의적 성향도 볼 수 있다. 가끔씩은 몇 시간에 걸쳐 자기가 쓴 글을 큰 소리로 읽는 "괼루아"라는 그 유명한 실험을 통해 자신의 작품을 시험했다.,, 하지만 플로베르는 자신의 문학 스승 오노레 드 발자크가 보인 본보기에 너무 사로잡힌 나머지, "<골짜기의 백합>에서 떨어져라, <골짜기의 백합>을 경계하라"라고 노트에다 스스로 명령을 쓰기까지 했다. 신문 연재 소설의 미학과 대조되는 "느림의 소설"을 쓴 플로베르의 의향 역시 강조되기도 한다.
마지막으로, 인간에 대한 플로베르의 빈정거리고 비관적인 시선은 그로 하여금 위대한 도덕주의자가 되게 만들었다. 사회적인 통념들에 관한 그의 박식함은 자신에게 천재적인 통찰력을 부여했다.

## 읽어보기

### 저서

#### 젊은 시절의 글들
- 〈맛볼 만한 향기, 혹은 곡예사들〉 Un Parfum à sentir (1836)
- 〈피렌체의 페스트〉 La Peste à Florence (1836)
- 〈장서벽〉 Bibliomanie (1836)
- 〈분노와 무력감〉 Rage et impuissance (1836)
- 〈박물학 강의, '필경사'종에 관하여〉 Une leçon d'histoire naturelle, Genre Commis (1837)
- 〈아무리 원한다 해도〉 Quidquid volueris (1837)
- 〈정념과 미덕〉 Passion et vertu (1837)
- 어느 광인의 회고록 Mémoires d’un fou (1838)
- 〈마튀랭 박사의 장례식〉 Les Funérailles du docteur Mathurin (1839)
- 11월 Novembre (1842)

#### 주요 작품
- 보바리 부인(프랑스어: Madame Bovary) (1857)
- 살람보(프랑스어: Salammbô)(1862)
- 감정교육 L'Éducation sentimentale (1869)
- 성 앙투안의 유혹 La Tentation de Saint Antoine (1874)
- 세 가지 이야기 Trois contes (1877)
- 부바르와 페퀴셰 Bouvard et Pécuchet (1881, 사후 출간)
- 통상 관념 사전 Dictionnaire des idées reçues (1911, 사후 출간)

#### 서간집
플로베르가 루이즈 콜레, 조르주 상드, 막심 뒤 캉과 그 외 작가들과 주고 받은 서한은 플레야드 총서에 총 5권으로 출간되어 있다.
- <루앙 시청에 보낸 서한>Lettre à la municipalité de Rouen, 1872.
- <조르주 상드에게 보낸 서한>Lettres à George Sand, 1884.
- <서간집>Correspondance, 총 4권, 1887-1893.
- <조카딸 카롤린에게 보낸 서한>Lettres à sa nièce Caroline, 1906.
- <조르주 샤르팡티에에게 보낸 미공개 서한>Lettres inédites à Georges Charpentier, 1911.
- <마틸드 공주에게 보낸 미공개 서한>Lettres inédites à la princesse Mathilde, 1927.
- <서간집>Correspondance, 총 9권. 1926-1933과 <증보>Supplément, 총 4권. 1954.
- <이반 투르게네프에게 보낸 미공개 서한>Lettres inédites à Tourgueneff, 1946.
- <라울 뒤발에게 보낸 미공개 서한>Lettres inédites à Raoul Duval, 1950.
- <동방에서의 서한>Lettres d'Orient, 1990.
- <루이즈 콜레에게 보낸 서한>Lettres à Louise Colet, 2003.
- <서간집>Correspondance, 장 브뤼노 작성 및 주해, 총 6 권 : 1권 (1830-1851), 1973 ; 2권 (1851-1858), 1980 ; 3권 (1859-1868), 1991 ; 4권 (1869-1875), 1998 ; 5권 (1875-1880), 2007 ; 색인, 2007 (갈리마르 출판사, 플레야드 총서). 루앙 대학 온라인 자료

## 같이 보기
관련 인물
- 막심 뒤 캉 (1822-1894), 플로베르의 친구로 작가이자 아카데미 프랑세즈 회원.
- 루이 부이예 (1821-1869), 플로베르의 동창, 친구. 시인
- 알프레드 르 푸아트뱅 (1816-1848), 플로베르의 절친. 시인이자 변호사.
- 루이즈 콜레 (1810-1876), 플로베르의 정부. 시인

## 참고 문헌
- 줄리언 번스, <플로베르의 앵무새Flaubert's Parrot>
- 피에르마르크 드 비아지, <문인 플로베르Flaubert, l'homme-plume>, Découvertes 총서, 갈리마르, 파리, 2002.
- 폴 부르제, <귀스타브 플로베르의 작품 L'Œuvre de Gustave Flaubert>, 아날Annales에서 발췌, 1907년 10월 13일, pp. 341-343.
- 기 드 모파상, <귀스타브 플로베르 연구Étude sur Gustave Flaubert>, 1884.
- 장폴 사르트르, <집안의 천치L'Idiot de la famille> (1971-1972), 갈리마르-NRF, 파리, 1988, (개정 증보판).
  - 본 책의 번역서는 없으나 개론서로는 <집안의 천치 - 사르트르의 플로베르론>, 지영래, 고려대학교출판부, 2009, ISBN 978-89-7641-706-0 가 있음
- 알베르 티보데, <귀스타브 플로베르Gustave Flaubert> (1935), Tel 총서, 갈리마르, 파리, 1982.
  - 박명숙 옮김, <귀스타브 플로베르>, 플로베르, 2018, ISBN 979-11-962227-4-1.
- 앙리 트로야Henri Troyat, <플로베르Flaubert>, 파리, 플라마리옹(Grandes Biographies 총서), 1988.